# Клина (биологија)
Клина у биологији представља географски градијент фреквенције алела (или гена) или средње вредности неког карактера.
Клине постоје из различитих разлога:
- природна селекција фаворизује мало другачије облике дуж градијента;
- уколико су два облика, адаптирана на различите средине, одвојена просторно а миграције (проток гена) се одигравају између њих.

Географска варирања се обично осликавају у виду континуалне клине. Нагла промена у учесталости гена или карактера се назива „stepped" клином.